# 秋谷栄之助
秋谷 栄之助（あきや えいのすけ、1930年〈昭和5年〉7月15日 - ）は、日本の宗教家。創価学会前会長（第5代）。

## 経歴
1930年（昭和5年）7月15日、東京府東京市（現在の東京都文京区）に誕生する。
第三東京市立中学校（旧制中学校、現在の東京都立文京高等学校）を卒業する。早稲田大学第一文学部仏文科（現在の文学部文学科フランス語フランス文学コース）在学中、創価学会会長の戸田城聖に師事し、創価学会（日蓮正宗）に入会する。一時期、師の城聖にならって城永（じょうえい）を名乗っていた。
大学卒業後は聖教新聞社に勤務し、同社編集長、論説主幹などを歴任する。
創価学会青年部内で頭角を現し、男子部長、青年部長、総務、東京第四本部長（東京・文京区など）を歴任する。
創価学会副会長職が設置され、初代の副会長（同時に北条浩、森田一哉も副会長に就任）に就任する。
1981年（昭和56年）7月、北条浩会長の死去に伴い、後任の会長（第5代）に就任する。1995年（平成7年）に自由民主党から池田大作創価学会名誉会長への証人喚問要求が出た際に、代案として秋谷の参考人招致で合意となり、1995年（平成7年）12月4日に第134回国会で参考人招致された（当時：村山富市改造内閣）。その4年後の1999年（平成11年）10月5日、成立した小渕恵三第2次改造内閣で、創価学会を支持母体とした公明党は結党から35年を経て自由民主党との連立政権を形成し始めた。
2006年（平成18年）11月、25年間に渡って務めた創価学会の会長職から退任し（後任：原田稔）、創価学会最高指導会議議長に就任した。

## 人物
- 大学時代の同窓に、元首相の小渕恵三がいる。

## 親族
- 義兄：石田次男（元参議院議員）
- 義兄：石田幸四郎（元衆議院議員、元公明党委員長）

## 著書
- 『人・心・出会い-秋谷栄之助ヒューマン対話』 潮出版社、1987年。ISBN 978-4267011771
- 旭日の創価学会70年―歴史と展望を語る　第三文明社、1999/11/1発売。ISBN 978-4476061550
- 旭日の創価学会70年<2>―歴史と展望を語る　第三文明社、2000/1/1発売。ISBN 978-4476061581
- 旭日の創価学会70年<3>―歴史と展望を語る　第三文明社、2000/9/1発売。ISBN 978-4476061666
- 旭日の創価学会70年<4>―歴史と展望を語る　第三文明社、2000/11/1発売。ISBN 978-4476061680
- 21世紀の創価の正義（3） 鳳書院、2001/10/1発売。ISBN 978-4871221221

## 役職歴
- 創価学会
  - 男子部長
  - 青年部長
  - 総東京方面第四本部長
  - 中央会議議長
  - 中国方面最高参与
  - 第5代会長
  - 最高指導会議議長
- 創価学会インタナショナル
  - 会長代行
- 聖教新聞社
  - 編集長
  - 論説主幹
  - 最高参与
- 広布新聞会議
  - 議長
  - 総合議長
- 創価大学
  - 最高顧問
- 東京富士美術館
  - 名誉館長
- 民主音楽協会
  - 最高顧問
- 戸田記念国際平和研究所
  - 会長